# Apocinesia scedrosa
Apocinesia scedrosa är en fjärilsart som beskrevs av Walker 1864. Apocinesia scedrosa ingår i släktet Apocinesia och familjen tandspinnare. Inga underarter finns listade i Catalogue of Life.